# Barbensalmler
Die Barbensalmler (Prochilodontidae) leben mit 21 bis 22 Arten in drei Gattungen in den größeren Flüssen Südamerikas. Sie haben einen langgestreckten, seitlich abgeflachten, hochrückigen oft auch massigen Körper mit einer einzelnen Rückenflosse, einer Fettflosse und einer tief gegabelten Schwanzflosse. Barbensalmler werden 24 bis 61 Zentimeter lang. Sie sind meist von silbriger oder grauer Farbe, ihre Rücken-, After- und Schwanzflosse mit dunklen Längsstreifen gebändert. Jungfische sind oft sehr viel farbiger als die adulten Tiere.
Das Maul ist weit vorstreckbar. Auf den Lippen haben sie zwei Reihen sehr kleiner, spatenförmiger oder kammartiger Zähne. Bei vorgestrecktem Maul bildet sich eine bezahnte Mundscheibe, mit der Pflanzen, Detritus oder Algen und Mikroorganismen von festen Oberflächen abgeschabt werden.
Barbensalmler ziehen zum Laichen in großen Schwärmen in die Oberläufe der Flüsse und geben ihre Gameten paarweise über Wasserpflanzen ab.
Auf den Laichwanderungen werden die in ihrer Heimat „Bocachicos“ (Kleinmäuler) genannten Fische als beliebte Speisefische gefangen.

## Systematik

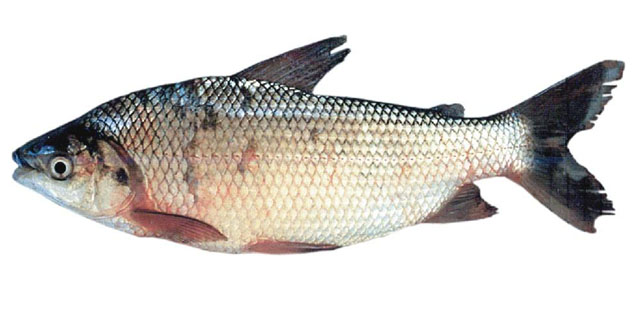
Prochilodus lineatus

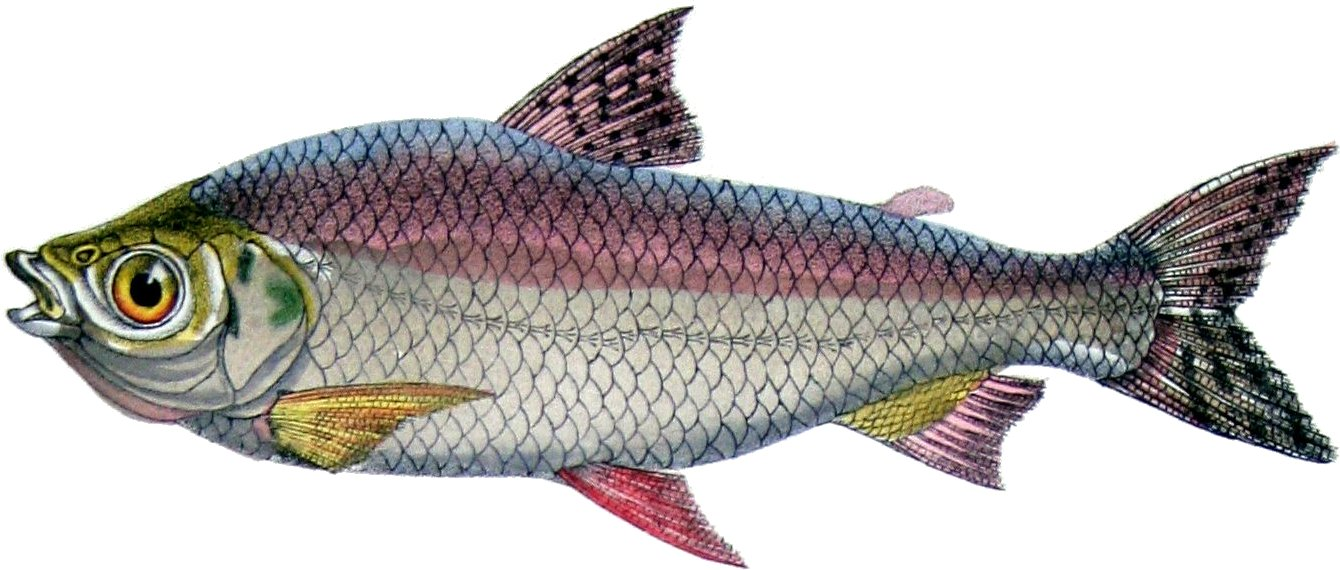
Prochilodus nigricans

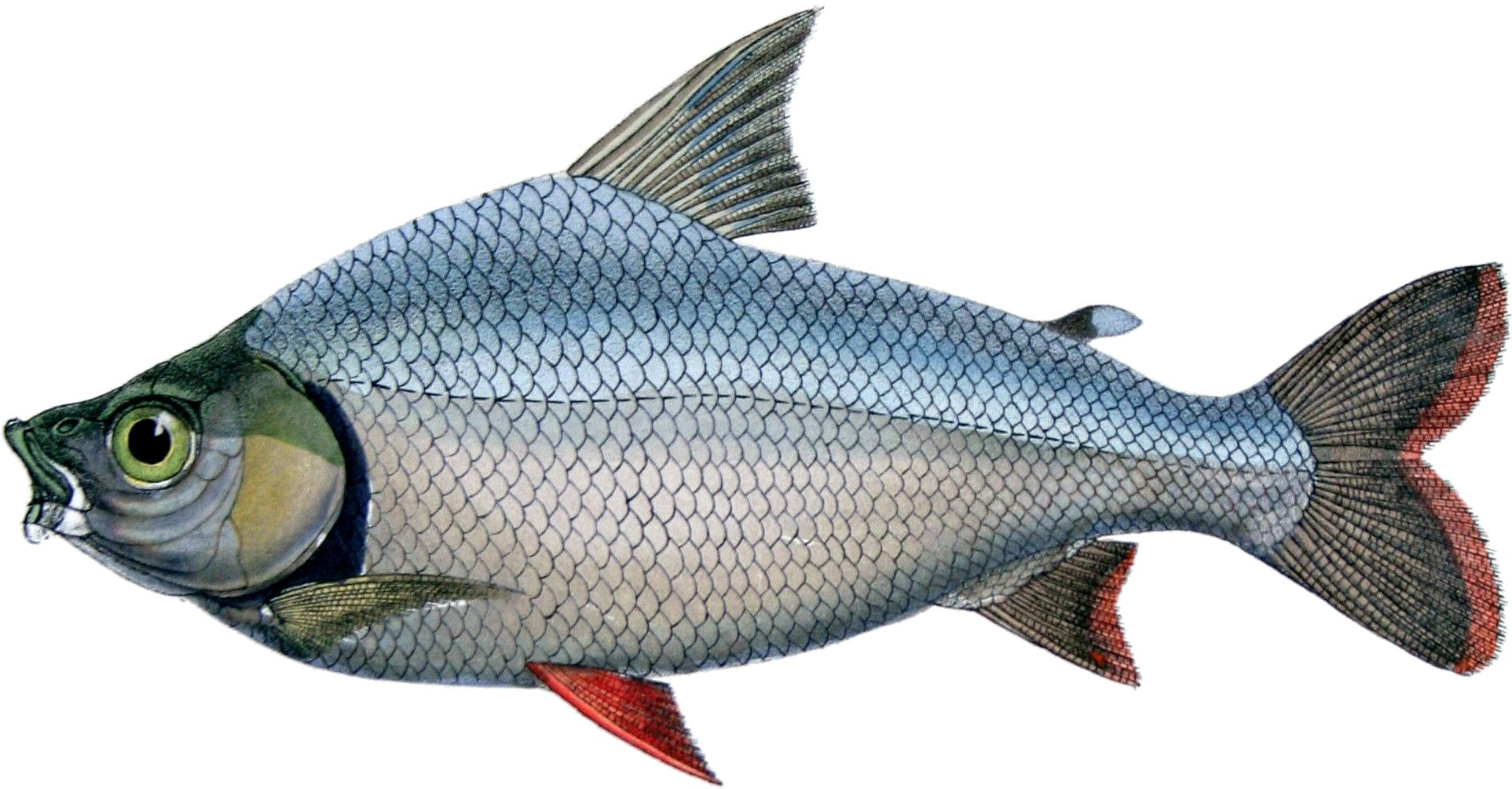
Semaprochilodus brama

- Familie Barbensalmler (Prochilodontidae), Steindachner, 1879
  - Gattung Ichthyoelephas, Posada, 1909
    - Ichthyoelephas humeralis,  (Günther, 1860)
    - Ichthyoelephas longirostris, (Steindachner, 1879)

  - Gattung Prochilodus, Agassiz, 1829
    - Prochilodus argenteus,  Spix & Agassiz, 1829
    - Prochilodus brevis,  Steindachner, 1875
    - Prochilodus britskii,  Castro, 1993
    - Prochilodus costatus,  Valenciennes in Cuvier & Valenciennes, 1850
    - Prochilodus hartii,  Steindachner, 1875
    - Prochilodus labeo,  Loubens, Lauzanne & Géry, 1991
    - Prochilodus lacustris,  Steindachner, 1907
    - Prochilodus lineatus, (Valenciennes, 1836)
    - Prochilodus magdalenae,  Steindachner, 1879
    - Prochilodus mariae,  Eigenmann, 1922
    - Prochilodus nigricans,  Spix & Agassiz, 1829
    - Prochilodus reticulatus,  Valenciennes in Cuvier & Valenciennes, 1850
    - Prochilodus rubrotaeniatus,  Jardine & Schomburgk in Schomburgk, 1841
    - Prochilodus vimboides,  Kner, 1859

  - Gattung Semaprochilodus, Fowler, 1941
    - Semaprochilodus brama, (Valenciennes in Cuvier & Valenciennes, 1850)
    - Nachtsalmler (Semaprochilodus insignis), Jardine & Schomburgk, 1841
    - Semaprochilodus kneri, Pellegrin, 1909
    - Seamprochilodus laticeps, Steindachner, 1879
    - Semaprochilodus taeniurus, Valenciennes, 1821
    - Semaprochilodus varii, Castro, 1988